# Gievenbeck

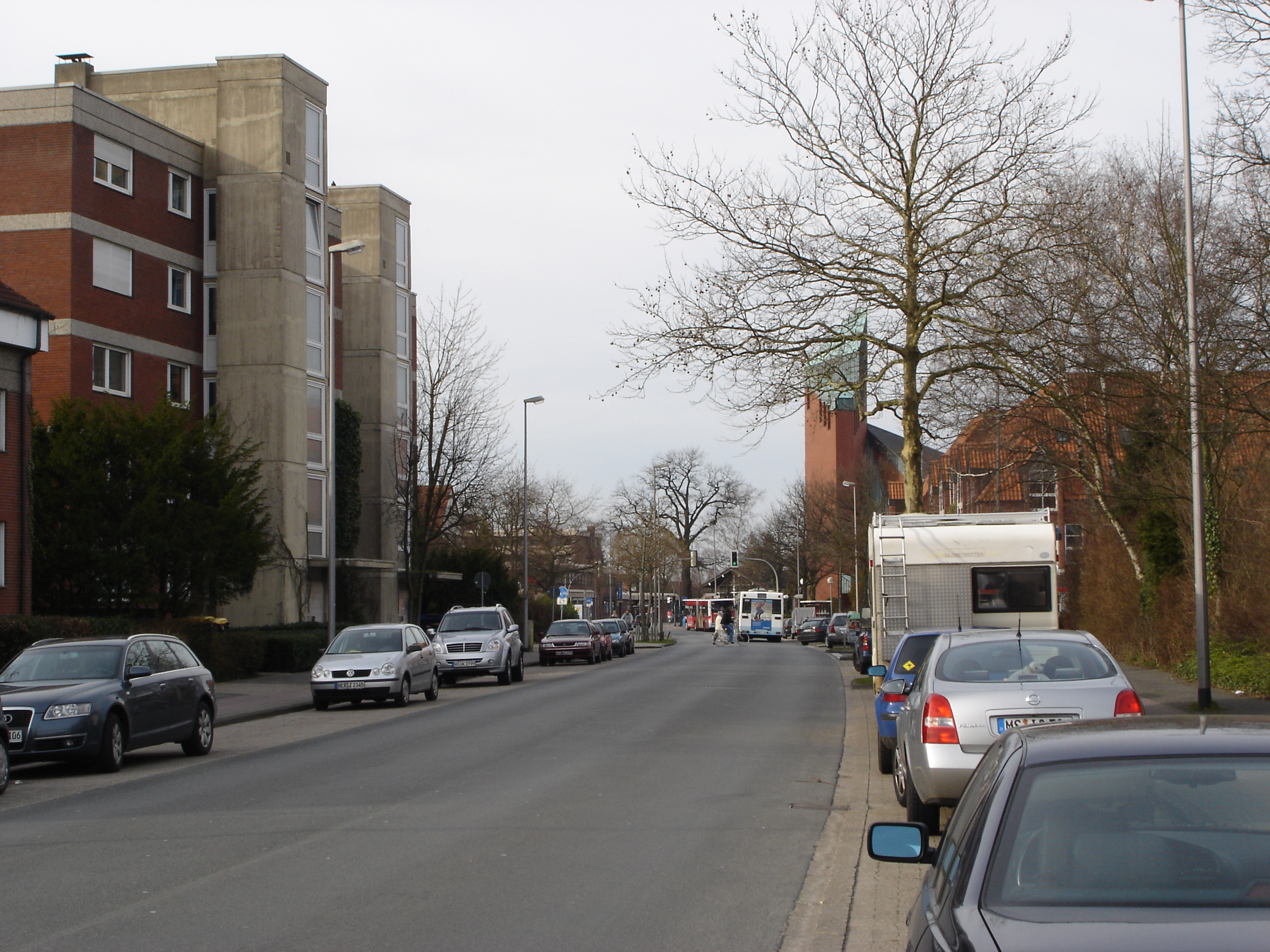
Die Von-Esmarch-Straße in Gievenbeck in Blickrichtung des historischen Zentrums des Stadtteils.

Gievenbeck ist ein Stadtteil von Münster in Westfalen und gehört zum Stadtbezirk West. Aufgrund der Siedlungsgebiete „Gievenbeck-Südwest“ beziehungsweise „Auenviertel“ entwickelt er sich kontinuierlich weiter in Richtung Westen. Es ist ein Stadtteil, der fast ausschließlich der Funktion Wohnen gewidmet ist.

## Geografie

### Gliederung
Gievenbeck ist ein Stadtteil mit drei Unterzentren:
- Michaelkirche: das „alte Zentrum“ des Stadtteils aus den 1970er-Jahren mit Kirche, Pfarrbücherei, Grundschule, zwei Kindergärten, dem Stadtteilhaus „Fachwerk am Arnheimweg“ sowie dem Lukaszentrum am südlichen Ende des Rüschhauswegs
- Rüschhausweg
- Gievenbeck Auenviertel: der jüngste Kern mit Grundschule, Kindergarten, Neubau des Freiherr-vom-Stein-Gymnasium, Dreifachsporthalle, Stadtteilhaus „La Vie“, darin die Stadtteilbücherei

### Ausdehnung des Stadtgebiets
Gievenbeck erstreckt sich
- im Norden bis zur Steinfurter Straße,
- im Osten bis zur Busso-Peus-Straße,
- im Süden bis zur Roxeler Straße und
- im Westen bis zur Münsterschen Aa und Autobahn 1.

## Geschichte
Der Name (Gievenbach = Plattdeutsch „Güörtpott“ oder auch „Goltepelsbach“), geht wahrscheinlich auf germanische Ursprünge zurück. Der Stadtteil wird 889 zum ersten Mal erwähnt, und zwar als „Villa Gibonbeki“. Ursprünglich war Gievenbeck nur eine kleine Bauerschaft entlang des Gievenbaches. Durch Waldrodung wurde Platz geschaffen, so entstand die heutige Straße mit dem Namen Gievenbecker Reihe, die Keimzelle des Stadtteils war. Die Appelbreistiege, die heute nur noch als Fahrradweg genutzt wird, war ursprünglich die wichtigste Handelsstraße von Münster in westliche Richtung.
Wie in vielen Gegenden im Münsterland entstanden auch in Gievenbeck um 1881 zwei kleine Bergwerke zum Abbau von Strontianit. Die beiden Bergwerke Bertha 1 und Bertha 2, die für etwa 10 Jahre betrieben wurden, befanden sich im sogenannten „Mergelberg“. Dieser liegt am nördlichen Ende der gleichnamigen Straße südlich der Tagungsstätte Haus Mariengrund. Es handelte sich hierbei um den einzigen Bergbau in Münster.
1903 wurde die Gievenbecker Reihe als Teil der Gemeinde Überwasser in das Stadtgebiet Münsters eingemeindet. Es handelte sich immer noch um eine kleine Bauerschaft. Noch 1920 zählte man lediglich 521 Einwohner. Erst 1921 gab es Elektrizität.
Einen ersten Wachstumsschub erfuhr Gievenbeck als am 1. Oktober 1932 eine der ersten deutschen Kleinsiedlungen in Form von 22 einheitlichen Häusern am Gievenbach fertiggestellt und bezogen wird. Die Siedlung – zwischen den Bächen Gievenbach und Appelbrei gelegen und nach Südosten durch die heutige Roxeler Straße begrenzt – wuchs im folgenden Jahr auf 33 Doppelhäuser an. Die Fläche für den Bau der Häuser stellte die Stadt Münster zur Verfügung und der Staat unterstützte die Finanzierung der Häuser, die jeweils 3000 Reichsmark kosteten, mit der Vergabe von Darlehen. Bei den Siedlern handelte es sich um Familien, die bislang nicht in Gievenbeck gewohnt hatten, weswegen die Alteingesessenen zunächst einen sozialen Austausch und die Aufnahme in den bestehenden Schützenverein verweigerten. Daraufhin gründeten die Hinzugezogenen zum sozialen und kulturellen Austausch ihrerseits den Verein Siedlergemeinschaft Gievenbeck, der bis heute besteht.
Nach dem Zweiten Weltkrieg, als in unmittelbarer Nähe von Gievenbeck das Universitätsklinikum erweitert wurde, entwickelte sich auch der Stadtteil rasant. Es entstand eine Siedlung rund um die Michaelkirche. In den 1970er-Jahren wurde der Stadtteil erweitert, besonders mit neuem Wohnraum für Studenten. Es entstanden die ersten Studentenwohnheime am Gescher- und Rüschhausweg. Der Stadtteil wuchs in Richtung Nordwesten. In den 1980er-Jahren wuchs der Stadtteil weiter, besonders im Norden am Horstmarer Landweg und am Schöppingenweg/Gescherweg. Ab Anfang der 1990er-Jahre entstand das Wohngebiet Toppheide.
Seit 2000 dehnt sich der Stadtteil nach Südwesten aus und hat inzwischen die Grenze von 20.000 Einwohnern überstiegen, wodurch er nun nach Hiltrup der zweitgrößte Stadtteil Münsters ist. Innerhalb von nur 50 Jahren ist aus einer landwirtschaftlich geprägten Landschaft ein großer Stadtteil mit Wohnfunktion geworden.

## Statistik
Strukturdaten der Bevölkerung in Gievenbeck am 31. Dezember 2020:
- Bevölkerungsanteil der unter 20-Jährigen: 21,1 % (Münsteraner Durchschnitt: 17,4 %)[5]
- Bevölkerungsanteil der mindestens 60-Jährigen: 17,0 % (Münsteraner Durchschnitt 23,5 %)[6]
- Ausländeranteil: 12,8 % (Münsteraner Durchschnitt: 10,9 %)[7]

## Politik
- Parteien in Gievenbeck: SPD Gievenbeck, CDU Gievenbeck, JU Gievenbeck, Bezirksvertretung der Grünen
- Die Wahlergebnisse der letzten Kommunalwahl in Münster am 13. September 2020:[8]

Teilergebnis in Gievenbeck-Süd zur Wahl der Bezirksvertretung Münster-West:
- Wahlberechtigte: 6729
- Wähler: 4260

| Grüne     | 35,1 % |
| CDU       | 27,7 % |
| SPD       | 18,3 % |
| FDP       | 4,8 %  |
| Die Linke | 4,4 %  |
| Volt      | 3,0 %  |

Teilergebnis in Gievenbeck-Nord zur Wahl der Bezirksvertretung Münster-West:
- Wahlberechtigte: 6680
- Wähler: 4064

| Grüne     | 33,1 % |
| CDU       | 27,7 % |
| SPD       | 17,3 % |
| Die Linke | 5,4 %  |
| FDP       | 5,0 %  |
| Volt      | 3,6 %  |

## Einrichtungen und Vereine

### Gebäude und wichtige Einrichtungen
- Bundeseinrichtungen

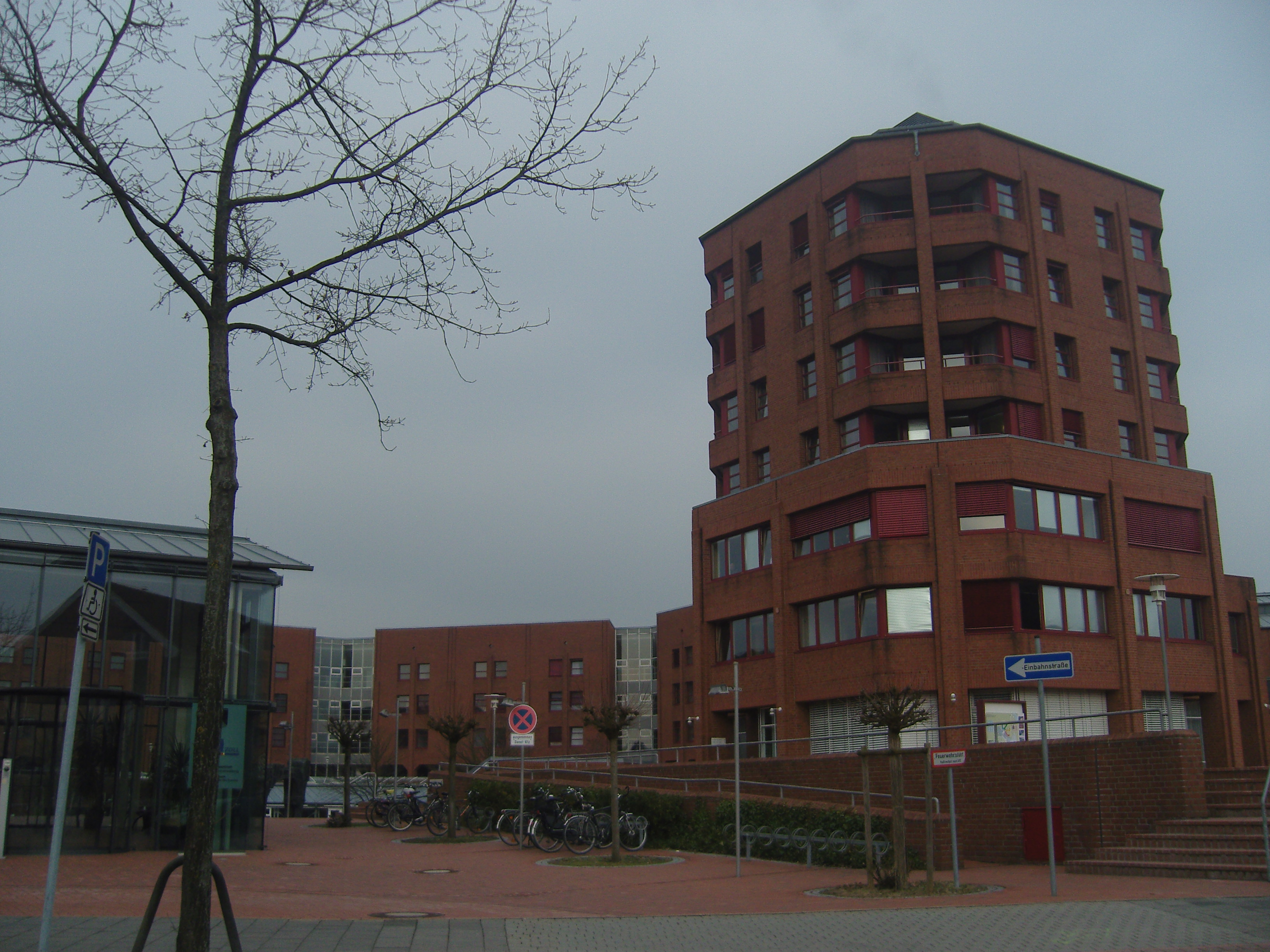
BWZ und Fachhochschule des Bundes vom Gescherweg aus gesehen

  - Bildungs- und Wissenschaftszentrum der Bundesfinanzverwaltung (BWZ)
  - Zollfahndungsamt Essen, Dienststelle Münster
  - Julius-Kühn-Institut, Außenstelle Münster

- Ehemals militärische Einrichtungen:
  - Die ehemalige Oxford-Kaserne an der Roxeler Straße wird hufeisenförmig von der Wohnbebauung des Stadtteils umgeben. Die 1934–1936 als Hermann-Göring-Kaserne erbaute Kaserne wurde bis zum Frühjahr 2014 von der Britischen Rheinarmee genutzt.[9] Über die anschließende Nutzung des 27 ha großen und zum Teil mit denkmalgeschützter Bebauung versehenen Geländes wurde lange diskutiert. Geplant ist, beide Kasernengelände (Oxford- und York-Kaserne) für den Wohnungsbau zur Verfügung zu stellen.[10]
  - Seit Sommer 2015 wird das Gelände als städtische Erstaufnahmeeinrichtung für Flüchtlinge genutzt,[11] zuerst bis Oktober 2016 zusammen mit der York-Kaserne in Gremmendorf und der Wartburg-Hauptschule als Notunterkünfte.[10]

- Hochschuleinrichtungen:
  - Hochschule des Bundes für öffentliche Verwaltung (Fachbereich Finanzen) im Bildungs- und Wissenschaftszentrum der Bundesfinanzverwaltung

- Kirchen:
  - St.-Michael-Kirche
  - evangelische Kirche zum Evangelisten Lukas
  - Freie evangelische Gemeinde

- Bücherei St. Michael
- Stadtteilhaus „Fachwerk“
- Stadtteilhaus „La Vie“ an der Dieckmannstraße 127
- Kindergärten: St. Michael, Kindergarten „Lichtblick“, Waldorfkindergarten Münster e. V., Kindertagesstätte „Wolkenburg“ (DRK) und der Lukas-Kindergarten
- MuM Mehrgenerationenhaus und Mütterzentrum e. V. Gescherweg 87, 48161 Münster

### Schulen und Bildung
- Grundschulen: Michaelschule, Mosaik-Grundschule im Auenviertel, Wartburg-Grundschule (Ganztagsschule), Gewinnerin des Deutschen Schulpreises 2008
- Weiterführende Schulen: Waldorfschule, Freiherr-vom-Stein-Gymnasium
- Nachhilfe: Lernstudio Gievenbeck
- Arbeitskreise: Pädagogischer Arbeitskreis mit Vertretern der Schulen, Kindertagesstätten, Kirchengemeinden und Beratungsstellen
- Tagungs- und Bildungshaus Mariengrund am Nünningweg 133

### Studentische Wohngebäude
- Studentenwohnheim Stadtlohnweg
- Studentenwohnheim Heekweg
- Studentenwohnheim Gescherweg
- Studentenwohnheime Rudolf-Harbig-Weg
- Studentenwohnheim Horstmarer Landweg
- Studentenwohnheim Busso-Peus-Straße (ehemals Gievenbecker Weg)
- Studentenwohnheim Alte Sternwarte
- Studentenwohnheime Gemenweg
- Studentenwohnheim Thomas-Morus-Kolleg (am Tagungs- und Bildungshaus Mariengrund)

### Vereine
- Schützenverein Gievenbeck 1864 e. V.
- Sportverein 1. FC Gievenbeck 1949 e. V. (Fußball, Tischtennis, Roundnet, Badminton)[12]
- Sportverein TSC Münster-Gievenbeck e. V.
- Pfadfinderstamm Friedensreiter e. V.
- DPSG St.Michael – Pfadfinder in Gievenbeck
- Musikverein Musikzug Gievenbeck e. V. 1979
- Karnevalsverein „Soffie von Gievenbeck e. V.“ von 1982
- Sportverein FC Münster 05
- Siedlergemeinschaft Gievenbeck 1933 e. V.
- Bushido Münster (Karateverein)
- UHC Münster e. V. (Uni-Hockeyverein)
- Werbegemeinschaft Gievenbeck e. V.
- KULTURerLEBEN e. V.

## Verkehr
- ÖPNV: Nach Gievenbeck fahren die Buslinien 2, 5, 11, 12, 13, und 22 und die Nachtbusse N80 und N85. Die Linie 1 streift Gievenbeck südlich.
- PKW: Über die Von-Esmarch-Straße und Henriette-Son-Straße (früher: Apffelstaedtstraße) besteht Verkehrsanbindung an den Verkehrsring von Münster. Die Anbindung an die Autobahn 1 und die Bundesstraße 54 ist über die Anschlussstelle Münster-Nord schnell zu erreichen.

## Persönlichkeiten
- Jürgen W. Möllemann lebte hier bis zu seinem Tode
- Krimi-Autor Jürgen Kehrer lebte zeitweise hier
- Schlagersänger Roland Kaiser lebte zeitweise hier
- Kirchenhistoriker Robert Stupperich wohnte hier im Möllmannsweg 12
- Der Theologe Hubertus Lutterbach wohnt ebenfalls in Gievenbeck.